# James Loeb

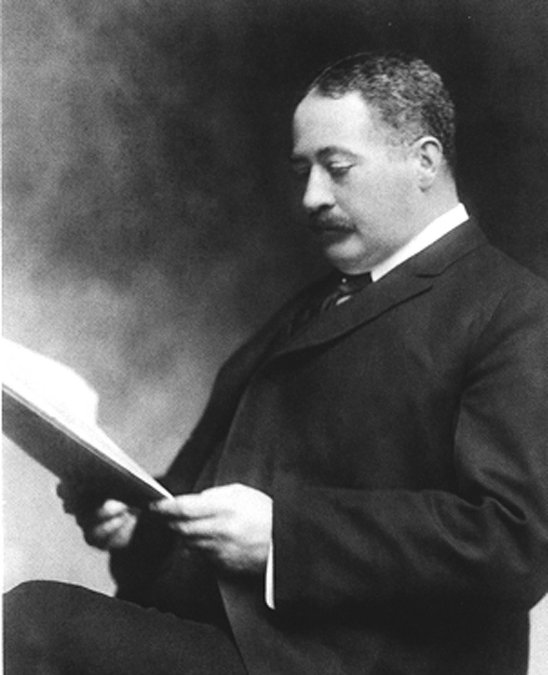
James Loeb

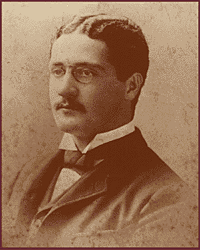
James Loeb als Student

James „Jimmy“ Loeb (* 6. August 1867 in New York; † 27. Mai 1933 in Murnau am Staffelsee) war ein US-amerikanischer Bankier, Altphilologe, Kunstsammler und Philanthrop.

## Leben

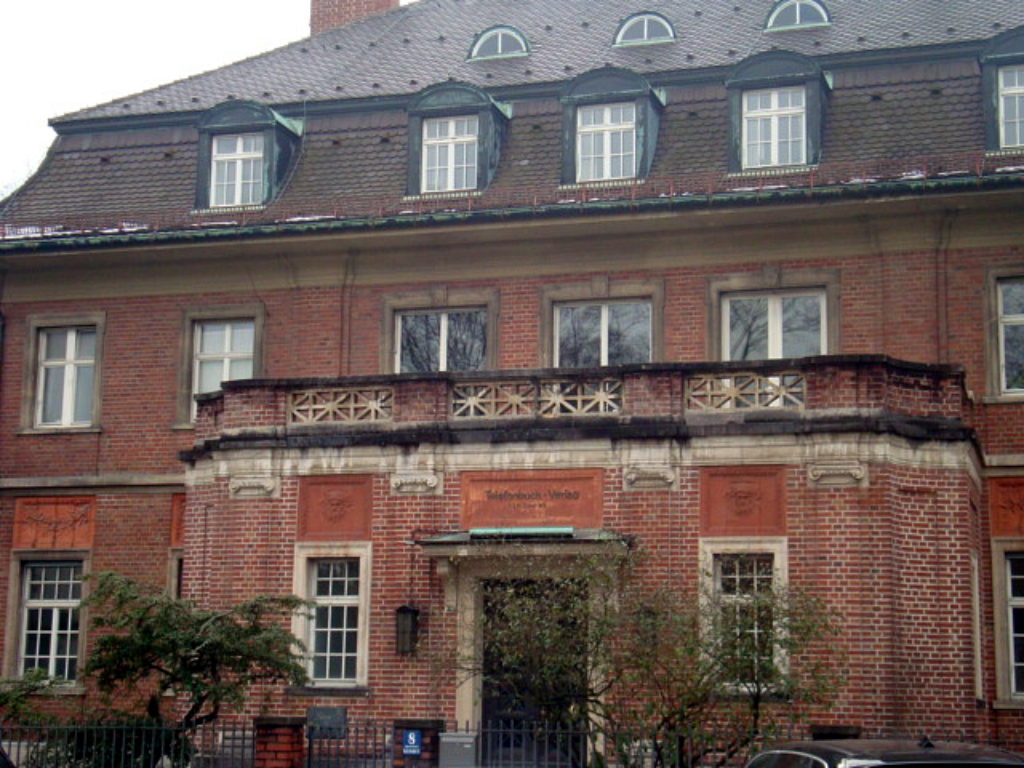
Villa Loeb in Schwabing

James Loeb stammte aus einer deutsch-jüdischen Bankiersfamilie. Sowohl sein Vater, der New Yorker Bankier Salomon Loeb, als auch seine Mutter Betty (geborene Gallenberg), eine ausgebildete Pianistin, waren aus dem Rheinland ausgewandert. 1867 gründete Salomon Loeb mit Abraham Kuhn die Privatbank Kuhn, Loeb & Co. und kam zu großem Reichtum.
Loeb studierte von 1884 bis 1888 an der Harvard University sowohl Wirtschaftsgeschichte, Nationalökonomie und Internationales Handelsrecht als auch alte Sprachen sowie Geschichte und Kunstgeschichte des Klassischen Altertums. In Harvard schloss sich Loeb dem „O.K. Club“ an, der sich um Loebs Lehrer, den Kunsthistoriker Charles Eliot Norton (1827–1908), gebildet hatte. In diesem Kreis lernte Loeb auch Bernard Berenson kennen, mit dem ihn eine lebenslange Freundschaft verbinden sollte.
Dem Wunsch des Vaters entsprechend trat James 1888 in die väterliche Bank ein und wurde dort 1894 Partner. Aufgrund psychischer Probleme und seiner schöngeistigen Neigungen zog sich Loeb 1902 aus dem Geschäftsleben zurück. 1906 übersiedelte Loeb nach München, wo er sich in die Behandlung des Psychiaters Emil Kraepelin begab. Zunächst lebte er im Haus Rumfordstraße 33. 1911 ließ er sich von dem Architekten Carl Sattler das Anwesen Maria-Josepha-Straße 8 errichten, das seit 1990 eine an den Bauherrn erinnernde Gedenktafel trägt.
Im Jahr 1921 heiratete Loeb Marie Antonie Hambuechen (geb. Schmidt) und lebte seitdem mit seiner Familie zurückgezogen auf seinem Landgut Hochried bei Murnau am Staffelsee. Loeb pflegte nur noch mit seiner Familie und einigen Freunden, unter ihnen Aby Warburg, persönliche Beziehungen.
Am 28. Januar 1933, kurz vor Hitlers „Machtergreifung“, starb Loebs Ehefrau. Am 27. Mai 1933 endete auch das Leben von James Loeb.

## Tätigkeit als Mäzen

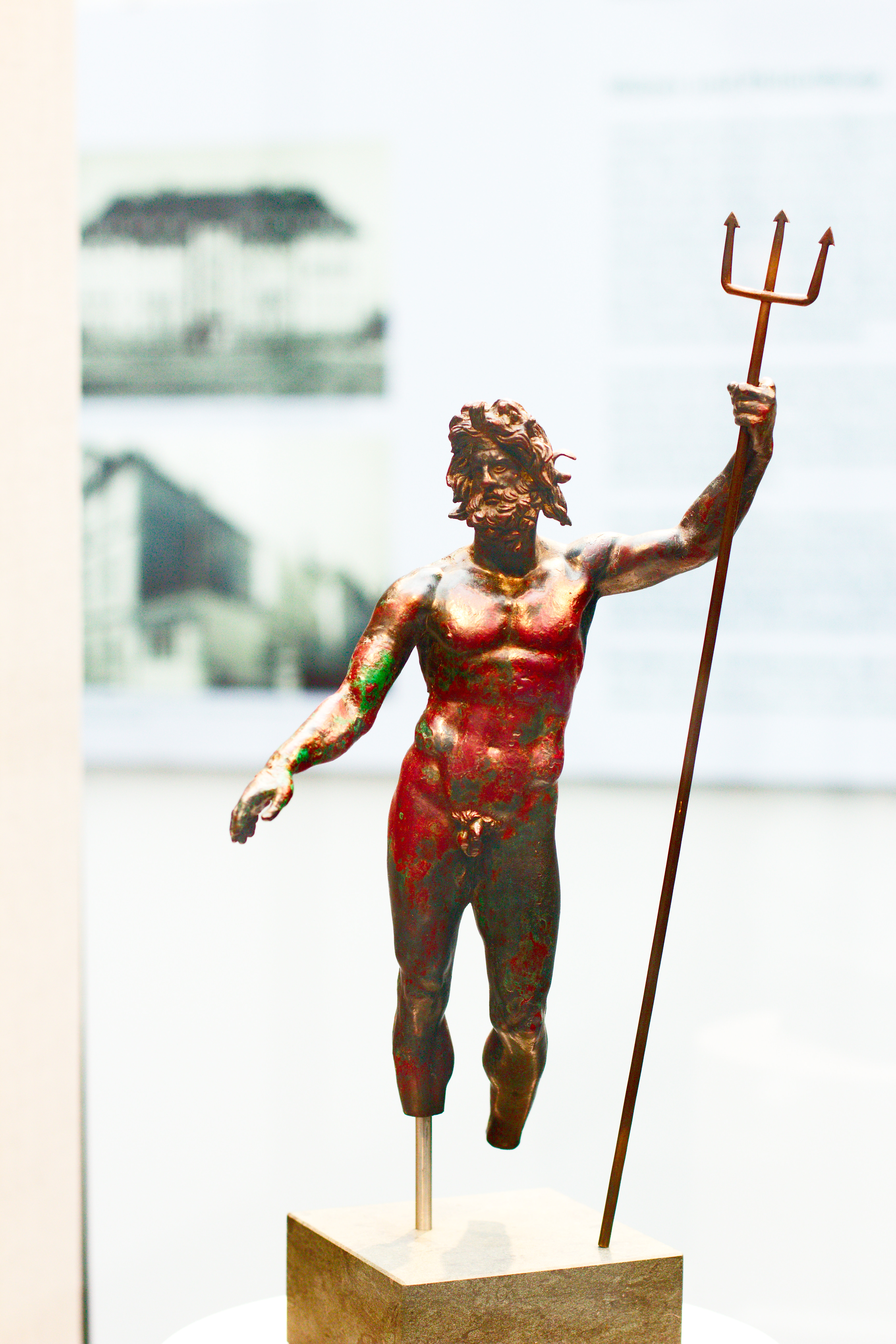
Poseidon Loeb in den Staatlichen Antikensammlungen

James Loeb, von dem die Sentenz „Vermögen ist zu erlangen, damit wir es an Würdige in Fülle austeilen“ überliefert ist, stellte in großem Umfang seinen Reichtum in den Dienst sozialer und kultureller Zwecke. Er errichtete Stiftungen in Harvard, Athen und New York.
1905 leistete er bei der Gründung des New York Institute of Musical Art, eines Vorläufers der Juilliard School of Music, einen wesentlichen Beitrag.
Die von Emil Kraepelin 1917 begründete Deutsche Forschungsanstalt für Psychiatrie, das heutige Max-Planck-Institut für Psychiatrie, unterstützte Loeb in den Jahren bis 1933 mit umfangreichen Geldmitteln.
Einen großen Teil seiner bedeutenden Kunstsammlung vermachte Loeb dem Museum Antiker Kleinkunst in München (heute Staatliche Antikensammlungen) (Sammlung James Loeb). Dabei handelt es sich vorrangig um Werke der griechischen Kleinkunst, darunter der sog. Poseidon Loeb (eine hellenistische Kleinbronze), aber u. a. auch um drei bedeutende etruskische Bronze-Dreifüße (sog. Loeb'sche Dreifüße).

## Loeb Classical Library
1912 begründete James Loeb die Loeb Classical Library, eine bis heute erscheinende Sammlung griechischer und lateinischer Schriftsteller der klassischen Antike, deren Werke in Originalsprache und englischer Übersetzung erscheinen.

## Soziales Engagement
Gegen Ende des Ersten Weltkrieges unterstützte Loeb 1917 und 1918 mit Geldspenden die Lebensmittelversorgung der Münchner Bevölkerung. 1930 ermöglichte er die Einrichtung des – noch heute als Wohnheim in der Kaulbachstraße bestehenden – Marie-Antonie-Hauses für Studentinnen. Der Gemeinde Murnau stiftete er 1932 das Gemeindekrankenhaus mit 60 Betten.

## Ehrungen
- Life Member der Society for the Promotion of Hellenic Studies
- 1922: Ehrendoktor der Ludwig-Maximilians-Universität München
- 1929: Goldene Ehrenmünze der Stadt München
- 1929: Ehrenbürger der Ludwig-Maximilians-Universität München
- 1932: Ehrenbürger von Murnau
- 1945: James-Loeb-Straße in Murnau
- 1984: James-Loeb-Straße in München
- James-Loeb-Grundschule in Murnau[9]